# Накаока Шинтаро
Накаока Шинтаро (транслит. ; Китагава, 6. мај 1838 — Кјото, 12. децембар 1867) био је самурај бакумацу периода, близак пријатељ Сакамото Рјоме и део покрета за свргавање Токугава шогуната.

## Биографија
Накаока је рођен у области Тоса у месту који се данас зове Китагава у префектури Кочи, као син сеоског старешине. Као и добар део младих Тоса самураја, 1861. године почиње да учи вештину мача (Кенџуцу) код Такечи Ханпеите где први пут долази у контакт са идејама „Соно џои“ покрета. Врло брзо постаје један од чланова Ханпеитове организације „Тоса Кинното“ заједно са око 200 већином ниже рангираних „каши“ самураја, укључујући и Сакамото Рјому. Након неуспелог државног удара 30. септембра 1863. године, бежи са још неким пријатељима у округ Чошу, тада главним про-џои округом који је био за смену шогунске феудалне власти. Делећи исте идеје, приштупа борбама Чошу клана у учествује у разним акцијама против владе. Године 1864, покушаће да убије Шимазу Хисамицуа, али не успева па наставља да с бори у борбама код Кинамон капије и Шимоносекију. Нешто касније приступа Каиентаију основаног од стране Сакамото Рјоме, такође Тоса самураја у плану да уједине тада зараћене области Сацума и Чошу. То и успевају стварајући тз. Сатчо алијансу која заједно успева да сруши феудалну владавину Токугава шогуната, давајући целокупну власт у руке цара Комеиа. У марту 1867. са Сакамотом ће се вратити у Тосу да би направили сличну алијансу свог округа Тосе са округом Сацума. Преговори су почели у јуну да би се првобитни договор проширио и на округ Чошу као и на Хирошиму, али будући да је актуелни шогун у том тренутку званично предао власт цару, алијанса више није била потребна. Кад је Накаока схватио да ће избити грађански рат и да је као такав неизбежан, формира милицијску јединицу Рикуентаи створен по узору на Кихеитаи, јединицу Такасуги Шинсукеа. Датума 10. децембра путује у Кјото да би разговарао са Сакамотом Рјомом. Састају се у гостионици Омија где током ноћи пију и разговарају али бивају нападнути од стране непознатих самураја верних Шогунату, остављајући их смртно рањене. Тај догађај се у историји назива „Омија инцидент“. Сакамото умире исте ноћи а Шинитаро два дана касније, не будећи се из несвести. За њихову смрт погубљен је командир јединице Шинсенгуми, Кондо Исами, али је нешто касније једна друга јединица, Мимаваригуми, преузела одговорност за овај напад. Без обзира на то, њихова смрт је и даље предмет историјске дебате и сматра се једном од великих мистерија периода Меиџи обнове. Накаокин гроб се налази у Кјоту у храму „Рјосен Гококу“. Постхумно му је додељен ранк четвртог степена 1891. године од стране цара Меиџија.
Накаока Шинитаро има барем два бронзана споменика у Јапану. Један се налази у родном месту у (данас перфектури Кочи), код светионика Муротомисаки, а други дели са Сакамотом у Кјоту у парку Марујама.